# Tom Cruise: L'uomo e l'attore
Tom Cruise: L'uomo e l'attore (Tom Cruise: All the World's a Stage) è una biografia non autorizzata dell'attore Tom Cruise, scritta dal critico cinematografico inglese Iain Johnstone. Il libro venne inizialmente pubblicato dalla Hodder & Stoughton in formato paperback il 1º ottobre 2006, più tardi in formato rilegato il 1º marzo 2007, mentre una nuova versione paperback venne pubblicata il 1º maggio del 2007.

## Contenuti
Tom Cruise: L'uomo e l'attore espone dettagliatamente parte della vita giovanile di Cruise, e del suo ruolo come capofamiglia dopo che suo padre lo abbandonò per diventare "un hippy itinerante in California". L'autore fa cronaca della carriera di Cruise nei film, a partire dal suo primo ruolo in Amore senza fine nel 1981, il suo passo in avanti in Risky Business, e altri film molto conosciuti come Top Gun, Jerry Maguire e la serie di Mission: Impossible.

## Edizione italiana
L'opera è stata tradotta dall'inglese da G. Lupieri.